# Shawn Pyfrom
Shawn Caminiti Pyfrom (Tampa, 16 agosto 1986) è un attore statunitense di origini italiane.

## Biografia
Nato nel 1986 a Tampa, importante città della Florida, Shawn ha origini materne italiane. Ha un fratello maggiore di nome Christopher ed una sorella minore di nome Amber.
È noto soprattutto per aver recitato nella serie televisiva Desperate Housewives, dove interpreta il ruolo di Andrew Van de Kamp, il figlio maggiore di Bree Van de Kamp (Marcia Cross) e Rex Van de Kamp (Steven Culp).

## Filmografia

### Cinema
- A Wing and a Prayer, regia di Paul Wendkos – film TV (1998)
- Michael Landon, the Father I Knew, regia di Michael Landon Jr. – film TV (1999)
- H-E Double Hockey Sticks, regia di Randall Miller – film TV (1999)
- Come On, Get Happy: The Partridge Family Story, regia di David Burton Morris – film TV (1999)
- A Day in a Life, regia di Jean Mercier (2000)
- Un sogno per domani (Pay It Forward), regia di Mimi Leder (2000)
- What's Up, Peter Fuddy?, regia di David Steinberg – film TV (2001)
- Max Keeble's Big Move, regia di Tim Hill (2001)
- My Life with Men, regia di Andy Cadiff – film TV (2003)
- The Darkroom, regia di Michael Hurst (2006)
- Stanley's Dinosaur Round-Up, regia di Jeff Buckland (2006) – voce
- Shaggy Dog - Papà che abbaia... non morde (The Shaggy Dog), regia di Brian Robbins (2006)
- The Alyson Stoner Project, regia di Kevin G. Schmidt (2009)
- Tanner Hall, regia di Francesca Gregorini e Tatiana von Furstenberg (2009)
- Killing Lincoln, regia di Adrian Moat – film TV (2013)

### Televisione
- My Hometown – serie TV, episodi 3x06-3x13 (1996)
- The Cape – serie TV, episodio 1x09 (1996)
- Dalla Terra alla Luna (From the Earth to the Moon) – miniserie TV, 1 puntata (1998)
- Chicago Hope – serie TV, episodio 4x22 (1998)
- Ellen – serie TV, episodio 5x21 (1998)
- L.A. Doctors – serie TV, episodio 1x09 (1998)
- The Drew Carey Show – serie TV, episodio 4x11 (1998)
- Buffy l'ammazzavampiri (Buffy the Vampire Slayer) – serie TV, episodio 3x11 (1999)
- The Kids from Room 402 – serie TV, 1 episodio (2000)
- Il tocco di un angelo (Touched by an Angel) – serie TV, episodio 6x18 (2000)
- The Trouble with Normal – serie TV, episodio 1x04 (2000)
- Amanda Show (The Amanda Show) – serie TV, episodio 2x19 (2000)
- Settimo cielo (7th Heaven) – serie TV, episodi 4x14-5x12 (2000-2001)
- I Griffin (Family Guy) – serie TV, episodi 2x18-3x11 (2000-2001) – voce
- Reba – serie TV, episodio 1x08 (2001)
- State of Grace – serie TV, episodi 2x07-2x13-2x16 (2001-2002)
- Malcolm (Malcolm in the Middle) – serie TV, episodio 3x21 (2002)
- Oliver Beene – serie TV, episodio 1x07 (2003)
- The Division – serie TV, episodi 1x12-3x14 (2001-2003)
- The Brothers Garcia – serie TV, episodio 4x10 (2003)
- Stanley – serie TV, 13 episodi (2001-2003) – voce
- Century City – serie TV, episodio 1x05 (2004)
- Drake & Josh – serie TV, episodio 2x05 (2004)
- Nip/Tuck – serie TV, episodio 2x13 (2004)
- 8 semplici regole (8 Simple Rules) – serie TV, episodio 3x04 (2004)
- Still Standing – serie TV, episodi 2x20-3x14 (2004-2005)
- The Jake Effect – serie TV, episodio 1x04 (2006)
- CSI: Miami – serie TV, episodio 8x04 (2009)
- Desperate Housewives – serie TV, 113 episodi (2004-2012)
- Rizzoli & Isles – serie TV, episodio 3x12 (2012)

## Doppiatori italiani
Nelle versioni in italiano delle opere in cui ha recitato, Shawn Pyfrom è stato doppiato da:
- Luigi Morville in Shaggy Dog - Papà che abbaia... non morde, Desperate Housewives
- Francesco Puma in Un sogno per domani
- Fabrizio De Flaviis in Stanley
- Daniele Giuliani in CSI: Miami